# 73 км
73 км — упразднённая казарма (населённый пункт) в 1997 году  в Амурском районе Хабаровского края России. Входила в Литовское сельское поселение. 

## География
Расположен в центральной части края, в пределах Среднеамурской низменности при остановочном пункте 72 км железнодорожной линии Волочаевка II — Комсомольск-на-Амуре в межгорной долине.

## История
Поселение железнодорожников (железнодорожная казарма) появилось при строительстве железнодорожной линии Волочаевка II — Комсомольск-на-Амуре (дата открытия 1940).
Упразднена постановлением Хабаровской краевой Думы Хабаровского края от 26.04.1997 № 98.

## Инфраструктура
Путевое хозяйство. Действует остановочный пункт 72 км.

## Транспорт
Железнодорожный транспорт.